# Neill Blomkamp
Neill Blomkamp est un réalisateur et scénariste sud-afro-canadien, né le 17 septembre 1979 à Johannesbourg dans la province de Gauteng en Afrique du Sud.
Après des courts-métrages et des publicités, il réalise son premier long-métrage District 9, avec Peter Jackson comme producteur exécutif, qui rencontre un succès mondial.

## Biographie

### Jeunesse
Neill Blomkamp nait à Johannesbourg, dans la province de Gauteng en Afrique du Sud. Il fréquente notamment l'école anglophone Redhill School où il fait la connaissance de Sharlto Copley. Ils s'initient ensemble à l'utilisation d'ordinateurs avec lesquels ils font de l'animation 3D et du design. Neill Blomkamp emménage au Canada à dix-huit ans où il étudie à la Vancouver Film School.

### Carrière
Neill Blomkamp débute ensuite en tant que spécialiste des effets visuels et animateur 3D. À la fin des années 1990 et au début des années 2000, il travaille ainsi sur les effets spéciaux de séries télévisées comme Stargate SG-1, Space Hospital, Aftershock : Tremblement de terre à New York, First Wave et Dark Angel. Il est ensuite animateur en chef sur le film Destination: Graceland (2001) avec Kurt Russell et Kevin Costner.
En 2003, il est embauché pour illustrer les futurs avions photo-réalistes pour l'article Next Century in Aviation pour le magazine de vulgarisation scientifique Popular Science. En 2004, il illustre l'avenir de l'automobile. Il travaille ensuite comme artiste d'effets visuels pour les sociétés d'effets spéciaux The Embassy Visual Effects (en) et Rainmaker Digital Effects basées à Vancouver. Il est ensuite engagé par la société de production de publicités Toronto Spy Films. Il réalise en 2003 une publicité remarquée pour Nike, Crab, dans laquelle des crabes robots portent des Nike. Il réalise ensuite Alive with technology, une publicité pour Citroën qui reçoit notamment le Visual Effects Society Award des meilleurs effets visuels dans une publicité. On y voit une Citroën C4 se transformer en robot à la manière des Transformers pour danser.
En 2005, alors âgé de vingt-six ans, il se distingue avec son court métrage de 6 minutes Alive in Joburg où il imagine, dans un style documentaire parodique, la ville de Johannesbourg en proie à des problèmes d'immigration et d'intégration… d'extra-terrestres.
En 2006, il tourne la publicité Rain pour la marque Gatorade. Il réalise également le court métrage Yellow, dans le cadre d'une campagne de marketing viral pour Adidas. 
En 2007, il réalisé Landfall, une trilogie de courts métrages d'action en prise de vues réelles pour promouvoir la sortie du jeu vidéo Halo 3 : Halo: Arms Race, Halo: Combat et Halo: Last One Standing. En 2008, il remporte le Cannes Lions et le Grand Prix de Film Lions pour Halo: Combat. Il est alors choisi par Peter Jackson pour réaliser l'adaptation cinématographique de la série Halo. Malgré quelques essais prometteurs, le film est annulé à cause d'un budget jugé excessif et ses relations complexes avec la 20th Century Fox,.
Après l'échec du projet Halo, Peter Jackson propose cependant de produire son prochain film via sa société WingNut Films. Neill Blomkamp se tourne alors vers un projet plus personnel, District 9, qui s'inspire de son court métrage Alive in Joburg. Le film est tourné au printemps 2008 en Afrique du Sud. Il y dirige son ami d'enfance Sharlto Copley. Le film raconte la survie de quelques extra-terrestres qui ont trouvé refuge à Johannesbourg et sont traités comme des immigrés clandestins obligés de travailler pour le MNU (Multi-National United). Un agent du gouvernement les prendra davantage en considération en s'intéressant à leurs biotechnologies. District 9 est rentabilisé dès son premier week-end d'exploitation aux États-Unis. Produit pour un budget d'environ 30 millions de dollars, le film récolte plus de 210 millions de dollars dans le monde. Une suite sera rapidement évoquée.
Le réalisateur retrouve ensuite son complice Sharlto Copley pour Elysium dont l’action se situe à Los Angeles en 2154. Alors que la population pauvre tente de survivre sur une Terre dévastée, les citoyens riches sont partis s’installer sur une station spatiale à hautes technologies sans guerre ni maladie baptisée Elysium. Matt Damon et Jodie Foster tiennent les rôles principaux de ce film mêlant science-fiction et lutte des classes ; Sharlto Copley n'y a qu'un rôle secondaire. Le long-métrage sort en 2013. Alors qu'il bénéficiait là d'un important budget de 115 millions de dollars, le film de Neill Blompkamp totalise 286 millions au box-office. Il reçoit cependant des critiques négatives dans la presse et des remarques de spectateurs déçus. Le réalisateur avouera plus tard être lui aussi en partie déçu du résultat final : « J’ai le sentiment, au bout du compte, qu’on ne raconte pas la bonne histoire. Je pense toujours que l’idée satyrique d’un anneau, rempli de gens riches, flottant au-dessus d’une Terre appauvrie est une super idée. Je l’aime tellement, je voudrais presque m’y remettre et le réussir. Mais le scénario n’était pas… Je n’ai simplement pas fait un film assez bon, c’est ça le problème en définitive. »
En 2015, il poursuit dans son genre de prédilection avec Chappie, dans lequel un robot doué d'une raison et de sentiments, qui devra prouver sa valeur face à des personnes effrayées par cette avancée technologique. Il retrouve à nouveau la ville de Johannesbourg et son acteur fétiche Sharlto Copley, qui prête sa voix et ses mouvements à Chappie, aux côtés d'Hugh Jackman, Sigourney Weaver, Dev Patel et des deux membres du groupe Die Antwoord, Yolandi Visser et Watkin Tudor Jones. Ce dernier, très grand fan de District 9, s'était vu proposé le rôle principal d'Elysium mais ne se sentait pas capable de porter sur ses épaules un tel projet. Chappie reçoit des critiques globalement mitigées et ne réalise pas d'énormes performances au box-office. Le projet d'une suite est donc abandonné.
Dès 2013, Neill Blomkamp avait publié des concept arts pour annoncer qu'il travaillait sur un cinquième film de la saga Alien. Le scénario, un temps intitulé Alien: Xeno, se situait chronologiquement 30 ans après le 2e opus Aliens, le retour (1986) de James Cameron et ignorait ainsi les intrigues de Alien 3 (1992) et Alien, la résurrection (1997). Il mettait en scène Ellen Ripley, Dwayne Hicks et Newt. Sigourney Weaver, qui avait tourné sous la direction de Neill Blomkamp dans Chappie, semble emballée par le projet. Cependant, courant 2015, la Fox annonce que Ridley Scott va plutôt réaliser Alien: Covenant, suite de son 'Prometheus (2012). Le projet de Neill Blomkamp est alors mis de côté puis totalement annulé. Le cinéaste en sera profondément marqué et déclarera en 2021 : « On ne peut pas se remettre d'une telle situation. Je ne vais pas travailler pendant deux ans sur un film pour qu'on me coupe l'herbe sous le pied, et ensuite [tout oublier] pour aller boire des bières ensemble. C'est pour cela que je ne travaillerai jamais plus à partir de la propriété intellectuelle de quelqu'un d'autre. »
Fin 2015, il est annoncé à la réalisation d'une adaptation du roman The Gone World de Tom Sweterlitsch (en) mais le projet stagne et ne sera finalement jamais produit,. Après les échecs de ces projets, Neill Blomkamp se lance alors dans l'aventure Oats Studios (en), un studio de production indépendant. Il y développe une série de courts métrages expérimentaux liés entre eux par une ambiance de science-fiction dystopique et diffusés sur Steam. Le premier court métrage est mis gratuitement en ligne en intégralité. Il s'agit de Rakka, avec Sigourney Weaver.
En juillet 2018, il est annoncé à la réalisation de Robocop Returns, une suite au film RoboCop de Paul Verhoeven sorti en 1987. Comme pour son projet Alien, l'idée est là encore d'ignorer les suites directes RoboCop 2 (1990) et RoboCop 3 (1993). Il collabore sur le projet avec Edward Neumeier, scénariste du premier volet. Il annonce qu'il quitte le projet le 16 août 2019 via un tweet, préférant se concentrer sur son prochain film,.
Après plusieurs courts métrages, il revient au cinéma avec Demonic, tourné en secret durant la pandémie de Covid-19. Ce film d'horreur à petit budget sort en 2021 et reçoit des critiques globalement négatives.
Il tourne ensuite Gran Turismo, adaptation de la série de jeux vidéo du même nom et inspiré de la vie de Jann Mardenborough. Le film sort à l'été 2023.
En septembre 2024, il est annoncé à la réalisation du film Alpha avec Aaron Paul. En mars 2025, il est cette fois annoncé comme réalisateur-scénariste d'une nouvelle adaptation du roman Étoiles, garde-à-vous ! (1959) de Robert A. Heinlein, déjà porté à l'écran dans Starship Troopers (1997) de Paul Verhoeven.

### Vie privée
Neill Blomkamp est l'époux de la scénariste canadienne Terri Tatchell, avec qui il a écrit District 9 et Chappie.

## Filmographie

### Réalisateur

#### Longs métrages
- 2009 : District 9
- 2013 : Elysium
- 2015 : Chappie[24]
- 2021 : Demonic
- 2023 : Gran Turismo

#### Courts métrages
- 2004 : Tetra Vaal
- 2006 : Adicolor Yellow
- 2006 : Alive in Joburg
- 2006 : Tempbot
- 2007 : Halo: Landfall (composé de Halo: Arms Race, Halo: Combat et Halo: Last One Standing)
- 2017 : Rakka
- 2017 : Firebase
- 2017 : Zygote

#### Publicités
- 2003 : Crab pour Nike
- 2004 : Alive with technology pour Citroën
- 2006 : Rain pour Gatorade

#### Jeux vidéos
- 2024 : Off The Grid

### Producteur
- 2017 : Cooking with Bill (série TV)
- 2025 : Ash de Flying Lotus

## Distinctions principales
Source et distinctions complètes : Internet Movie Database

### Récompenses
- Los Angeles Film Critics Association Awards 2009 : New Generation Award pour District 9
- Prix Ray-Bradbury 2010 pour District 9

### Nominations
- Primetime Emmy Awards 2001 : Meilleurs effets visuels dans une série télévisée pour l'épisode pilote de Dark Angel
- Oscars 2010 : Meilleur scénario adapté pour District 9
- Golden Globes 2010 : Meilleur scénario pour District 9
- British Academy Film Awards 2010 :
  - Meilleur réalisateur pour District 9
  - Meilleur scénario adapté pour District 9
- Saturn Awards 2010 :
  - Meilleur réalisateur pour District 9
  - Meilleur scénario pour District 9